# Aéroport d'Ordu-Giresun
Ordu–Giresun Airport (code IATA : OGU • code OACI : LTCB) (turc : Ordu-Giresun Havalimanı) est un aéroport situé sur une île artificielle au large de la côte de Gülyalı, une ville de la province d'Ordu, Turquie et Piraziz, une ville de province de Giresun, Turquie. Il est situé à 19 km d'Ordu et 25 km de Giresun. C'est le troisième aéroport construit sur une île artificielle dans le monde.

## Situation
| Adana Ankara Antalya Antioche Bodrum-Milas Dalaman Denizli Elâzığ Istanbul Sabiha-Gökçen Izmir Trabzon / Trébizonde Gaziantep Diyarbakır Kayseri Samsun Van Erzurum Konya Gazipaşa Malatya |

| Adana Ankara Antalya Antioche Bodrum-Milas Dalaman Denizli Elâzığ Istanbul Sabiha-Gökçen Izmir Trabzon / Trébizonde Gaziantep Diyarbakır Kayseri Samsun Van Erzurum Konya Gazipaşa Malatya |

## Compagnies aériennes et destinations
| Compagnies       | Destinations                                                                                                |
| ---------------- | --- |
| AJet             | Ankara Esenboğa, Istanbul-S. Gökçen En saison: Izmir-A. Menderes                                            |
| Pegasus Airlines | Istanbul-S. Gökçen                                                                                          |
| SunExpress       | En saison: Düsseldorf                                                                                       |
| Turkish Airlines | Istanbul En saison: Düsseldorf, Francfort, Hambourg-H.-Schmidt, Munich-F. J. Strauß, Salzbourg-W. A. Mozart |

Edité le 29/05/2023